# غزشاهان
غزشاهان (بالفارسية: گزشاهان) هي قرية تقع في قسم دلغان الريفي (مقاطعة دلغان) في إيران. يقدر عدد سكانها بـ 363 نسمة بحسب إحصاء 2016.